# Լ
Lyun, o Liwn (mayúscula: Լ; minúscula: լ; en armenio: լյուն; armenio clásico: լիւն) es la duodécima letra del alfabeto armenio. Representa el aproximante alveolar lateral /l/. Se suele ser romanizado con la letra L. Creada por Mesrop Mashtots en el siglo V d. C., tiene un valor numérico de 30.

## Galería

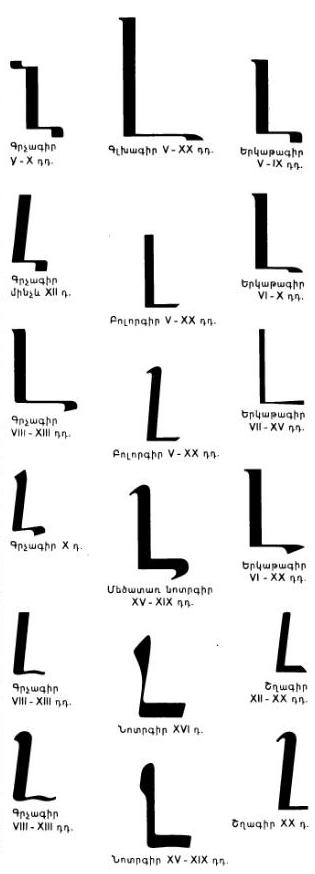
Varias fuentes históricas

Erkat'agir redondeada
Erkat'agir angular
Bolorgir
Notrgir
Shghagir
Forma tipográfica
Forma manuscrita

## Codificación
| Carácter      | Լ                            | Լ                            | լ                          | լ                          |
| ------------- | ---------------------------- | ---------------------------- | -------------------------- | -------------------------- |
| Unicode       | ARMENIAN CAPITAL LETTER LIWN | ARMENIAN CAPITAL LETTER LIWN | ARMENIAN SMALL LETTER LIWN | ARMENIAN SMALL LETTER LIWN |
| Codificación  | decimal                      | hex                          | decimal                    | hex                        |
| Unicode       | 1340                         | U+053C                       | 1388                       | U+056C                     |
| UTF-8         | 212 188                      | D4 BC                        | 213 172                    | D5 AC                      |
| Ref. numérica | &#1340;                      | &#x53C;                      | &#1388;                    | &#x56C;                    |